# Le Sang de la Sirène
Le Sang de la Sirène est une bande dessinée écrite par François Debois d'après une nouvelle d’Anatole Le Braz, dessinée par Sandro et coloriée par Christophe Lacroix.
Publiée en 2007 par Soleil dans sa collection « Soleil Celtic », ce récit très fidèle au texte d'origine narre la séjour sur Ouessant d'un conteur en quête de légendes à la fin du XIXe siècle.

## Résumé
1895. Anatole, un écrivain en quête de légendes, accoste sur l’île d'Ouessant, radeau de granit battu par les féroces éléments de l’Atlantique. On y évoque les sirènes, douze vierges belles comme des anges mais perverses comme des démons, dont les chants étaient autant d'appels d'amour et de mortelles étreintes. On raconte aussi qu'un îlien en pêcha une dans ses filets. Cet homme était le plus fier et le plus beau des gars d'Ouessant. Elle le fit roi de la mer, les vagues lui apportaient les poissons et les épaves, les vents et les courants lui obéissaient, mais la malédiction des sirènes fut implacable et se poursuit encore sur tous ses descendants. C’est cette sombre histoire qu’Anatole va découvrir au gré de ses rencontres avec les Ouessantins… celle du Sang de la Sirène.

### Lien web
- « Le Sang de la sirène », sur bedetheque.com.